# ملعب صباح السالم

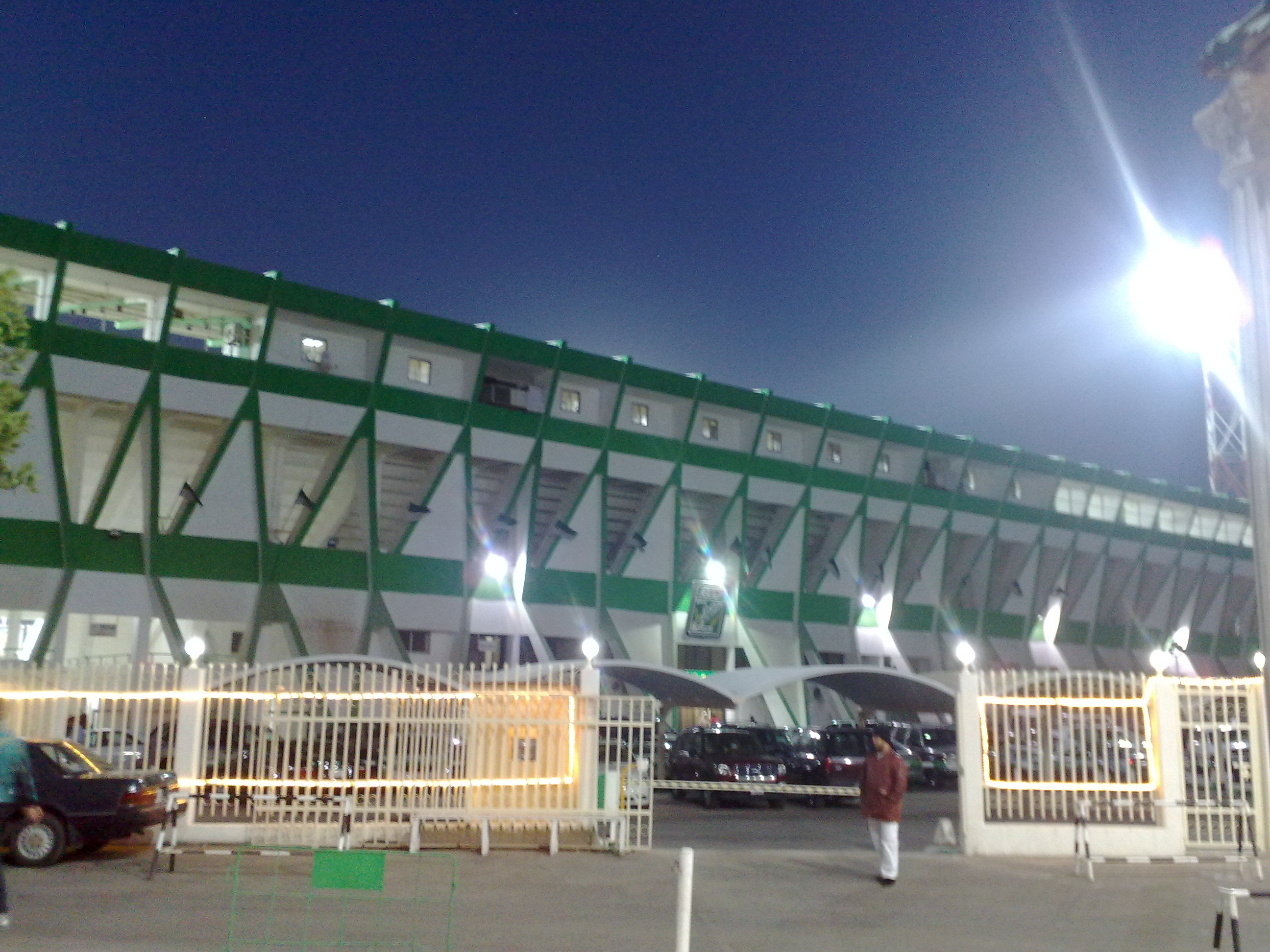
ملعب صباح السالم الصباح بالمنصورية

ملعب صباح السالم، هو ملعب كرة قدم وهو الملعب الخاص بنادي العربي الكويتي، سمي بهذا الاسم تخليدا لذكرى الشيخ صباح السالم الصباح.
يتسع الملعب لحوالي 15,000 متفرج.
استضاف عدد مباريات في كأس آسيا 1980، وأهم مباراة استضافها كانت نهائي البطولة بين منتخب الكويت لكرة القدم ومنتخب كوريا الجنوبية لكرة القدم وانتهت المباراة بفوز منتخب الكويت بثلاثة أهداف مقابل لا شيء.

## روابط خارجية
- معلومات الاستاد